# Delosperma sutherlandii
Delosperma sutherlandii es una especie de planta suculenta perteneciente a la familia de las aizoáceas. Es nativa de Sudáfrica.

## Descripción
Es una pequeña planta suculenta perennifolia que alcanza un tamaño de 15 cm de altura a una altitud de 3400  metros en Sudáfrica y Lesoto.

## Taxonomía
Delosperma sutherlandii fue descrita por (Hook.f.) N.E.Br. y publicado en Man. Pl. Transvaal (Burtt Davy) 1: 39, 158. 1926
Etimología
Delosperma: nombre genérico que deriva de las palabras griegas: delos = "abierto" y sperma = "semilla"  donde hace referencia al hecho de que las semillas son visibles en las cápsulas abiertas.
sutherlandii: epíteto
Sinonimia
- Mesembryanthemum sutherlandii Hook.f. basónimo[2]